# Warkocz (Wyspa Króla Jerzego)
Warkocz - wzgórza na Wyspie Króla Jerzego, na północno-zachodnim wybrzeżu półwyspu Kraków Peninsula, między Lodowcem Wandy a Lodowcem Kraka. Wzgórza wznoszą się na wysokość od 100 do 300 m n.p.m. 
Nazwa nadana przez polską ekspedycję antarktyczną nawiązuje do warkocza legendarnej księżniczki Wandy.